# Play (residencia musical)
Play es la primera residencia de conciertos de la cantante estadounidense Katy Perry. El 12 de mayo de 2021 se anunciaron los primeros ocho espectáculos, que se desarrollarán en el Resorts World de Las Vegas del 29 de diciembre de 2021 al 15 de enero de 2022. A finales de ese mes se añadieron ocho actuaciones más debido a la demanda popular, ampliando la residencia hasta el 19 de marzo de 2022. La venta de entradas se puso a disposición del público el 24 de mayo, después de que se realizara una preventa para aquellos con tarjetas Citibank del 18 al 23 de mayo de 2021. Perry anunció en enero de 2022 que había agregado 16 shows más del 27 de mayo al 13 de agosto de ese año.
En una entrevista con Out, mencionó que películas de los años 90 como Cariño, encogí a los niños, Pee-wee's Playhouse y Pee-wee's Big Adventure influyeron en la creación del espectáculo. Perry también declaró: "Va a ser una fiesta tanto para los oídos como para los ojos y es como la mayor cantidad de risas que he tenido en un ensayo en toda mi vida. Mis co-creadores y colaboradores y los bailarines y la banda, todo el mundo es como, Esta es la idea más loca que has tenido.'"

## Antecedentes
El espectáculo se inspira en las películas Honey, I Shrunk the Kids, Pee-wee's Playhouse y Pee-wee's Big Adventure. Perry también declaró: "Va a ser una fiesta tanto para los oídos como para los ojos y es como la mayor cantidad de risas que he tenido en un ensayo en toda mi vida. Mis co-creadores y colaboradores y los bailarines y la banda, todo el mundo es como, Esta es la idea mas loca que hayas tenido.

## Producción
Varias partes del espectáculo han sido descritas por medios de comunicación como Vogue' o como "Camp", con ejemplos tales como Perry descendiendo del techo y siendo colocada en una cama gigantesca, interactuando con un inodoro gigante y una máscara facial gigante mientras actuaba, y un enorme caballo balancín rojo. Christian Allaire, de Vogue, la calificó de "reina del campamento" por su enfoque del espectáculo, diciendo: "El enfoque lúdico y desenfadado de Perry a la hora de vestirse es lo que realmente hace el espectáculo para nosotros". Después de más de una década de su impresionante carrera, está claro que sigue siendo la reina del campamento".

## Respuesta de la crítica
Mark Gray de Rolling Stone hizo una crítica positiva del espectáculo afirmando que "la producción era la más grande de la vida", añadiendo además: "el espectáculo es la quintaesencia de Perry, que se entregó a lo emocional, a lo exagerado, a lo caprichoso, a lo psicodélico e incluso a lo cursi a lo largo de 95 minutos". Melinda Sheckells, de Billboard, también hizo una crítica positiva del primer espectáculo, afirmando que Perry "dejó otra huella inolvidable en el Strip ante una multitud de 5.000 KatyCats que ronroneaban ruidosamente, con las entradas agotadas y para todas las edades", añadiendo además: "'Perry Playland' transporta al público a otra dimensión de pelusas de arco iris, confeti en forma de corazón y objetos domésticos antropomórficos más grandes que la vida real: es parte fantasía, parte alucinación y totalmente de alto campamento Perry. " La colaboradora de Yahoo! Joyann Jeffrey consideró que Perry "envolvió perfectamente el año 2021 en una cáscara de nuez cuando brindó con una máscara facial gigante en el escenario, y cantó encima de unos rollos de papel higiénico gigantes, que se sentaron al lado de una enorme bañera y un inodoro" con Play y escribió que los atuendos utilizados fueron "igualmente sorprendentes".

## Rendimiento comercial
En febrero de 2022, se informó de la primera serie de ganancias por parte de Billboard. Perry ganó casi 7 millones de dólares en las 8 fechas reportadas con un 97% de entradas agotadas y atrajo a un total de 31.933 fanes hasta el momento. A partir de estas ganancias, alcanzó el primer puesto en la lista del Índice de Poder Artístico (APX) de Pollstar.

## Sinopsis del concierto
*Todos o la mayoría de elementos y decorados del concierto son gigantes*
ACTO I
El concierto da comienzo cuando se muestra en la pantalla un video introductorio donde Rickey Thompson presenta la tienda ficticia de juguetes "Perry Playland". En ella hay muñecas de Katy Perry, el tiburón de la Super Bowl y muchos más personajes. De pronto una muñeca (Katy Perry) sale de su paquete y salta hacia la boca de la máquina expendedora donde estaba. És agarrada por un niño el cual la mete en una bolsa. Seguidamente la pantalla se levanta y aparece Katy siendo agarrada por una mano gigante. La mano la deja en una cama gigante y empieza a cantar E.T. Antes de empezar el estribillo se gira y una manta blanca sale volando. Posteriormente Katy baja de la cama y aparece en el escenario un enchufe gigante también, como no. Ella se sube a una butaca y lo hace huir. La butaca posteriormente se va girando y Katy se quita la capa superior del vestuario mientras no se la ve. Acaba tirada en el piso. La siguiente canción és Chained to the Rhythm y aparecen en el escenario relojes de juguete, calcetines, robots, walkie-talkies, etc. Todo XXL. Durante la canción el sillón y la cama cantan con ella. Dark Horse és la siguiente en ser cantada y la pantalla baja para reproducir un video donde se ve la sombra de Henry, el niño que se la llevó. Después la pantalla se levanta y aparece en el escenario un caballo balancín con bailarinas subidas en él. Katy se sube a él y se comienza a balancear. Not the End of the World empieza a sonar y entran en el escenario todo de soldados. Katy baila con ellos y se sube al caballo balancín para finalizar el acto.
ACTO II
El segundo acto tiene como escenografia protagonista un cuarto de baño gigantesco: lo compone un váter, una bañera y una pila de rollos de papel higénico. California Gurls és la primera canción en sonar en este set. Katy sale de dentro del váter gigante para empezar a cantar. Después ella sale de él y del váter empiezan a salir bailarinas. Salen todas para que posteriormente una caca gigante llamada Mr. Poo salga de dentro del váter y empiece a cantar la segunda estrofa. Katy se úne a él haciendo twerk. Katy acaba la canción bailando con las bailarinas y se sube una pastilla de jabón para agarrar una guitarra eléctrica blanca. Habla un rato con Mr. Poo para después empezar a cantar Hot n Cold/ Last Friday Night (T.G.I.F.). Durante la canción salen al escenario un cepillo, un tubo de pasta dental, un desatascador... Cuando empieza Last Friday Night (T.G.I.F.)., se sube a la bañera para cantar con las coristas y seguidamente se pone una chaqueta y una diadema con burbujas y luces. Habla con el váter gigante antes de empezar a cantar Waking Up in Vegas. Durante la canción, salen al escenario las bailarinas y dos patos hinchables gigantescos y posteriormente salen los elementos del baño: el cepillo, la pasta dental... Salen chispas de fuego de la parte superior del escenario para concluir el acto.
ACTO III
El inicio de este acto se trata de un bailarín bailando en una escenografia protagonizada por setas i hierbas gigantes. Al finalizar la coreografia sale Katy montada en un caracol color rosado/lila y la siguen bailarines con avanicos para cantar Bon Appétit. Se baja del caracol y protagoniza una coreografia con los bailarines. Siguiente a esto bajan margaritas gigantes y Katy se sube a una de ellas para cantar Daisies. Al finalizar se baja de la margarita y aparece una rana en bikini en una seta para empezar I Kissed a Girl. Katy baila con ella de manera sensual y aparecen más bailarinas vestidas de mariposa para seguir la canción. Para acabar se sube a una seta para unirse a su guitarrista Devon y terminar el acto bailando con la rana de nuevo.
ACTO IV
El cuarto acto empieza cuando se levanta la pantalla y sale toda una escenografia de una basura gigante (la tapa de la basura, una caja de cereales abierta, una manzana mordida, etc.). Katy está arriba de la caja de cereales y empieza a hablar con Mr. Maskie, una mascarilla quirúrgica (en las etapas posteriores de la residencia se cambió a la mascarilla por una rata). La cantante saca una jarra y la llena con cerveza que sale de una de las dos latas de cereveza que lleva como sujetador. Bebe un poco de cerveza y agarra una guitarra para cantar Lost. Despide a Mr. Maskie para proseguir con Part of Me y Wide Awake en versión acústica. Se baja de la gran caja de cereales para cantar Never Really Over con la banda y los coristas en el escenario. Salen al escenario los bailarines con trajes estilo "basura" para bailar con ella Swish Swish y sube a varios fanes después para que bailen Swish Swish. El acto concluye con el medley When I'm Gone/ Walking on Air en el que al final de la canción Katy se pone una capa y se eleva sobre una rueda mientras salen disparados chorros de humo para acabar el acto.
ACTO V
Este acto empieza con la pantalla que se eleva y Katy se ve a través de una pantalla con forma representando una cerradura. Ella empieza a canar Teenage Dream versión piano. La pantalla se eleva posteriormente y se ve a Katy arriba de todo de unas gran escaleras con bailarines en las escaleras y todo de pirotecnia durante esta canción. Por los lados del escenario hay todo de dibujos gigantes de personajes icónicos como el tiburón o el león de su Superbowl. En la pantalla trasera se ve el nombre en grande de Perry Playland. A continuación canta Smile, bailando con los bailarines y el acto termina con los coristas y Katy cantando Roar, eso acompañados por los bailarines. 
ENCORE
Para concluir el show la pantalla sube por última vez. Aparece Katy otra vez en la pantalla con una forma de cerradura y un arcoíris abajo suyo. Canta The Greatest Love of All y Firework y se despide del público mientras la pantalla baja. Cuando ya está bajada se ve el mensaje Bye Bitch en ella y concluye el espectáculo.

## Lista de canciones

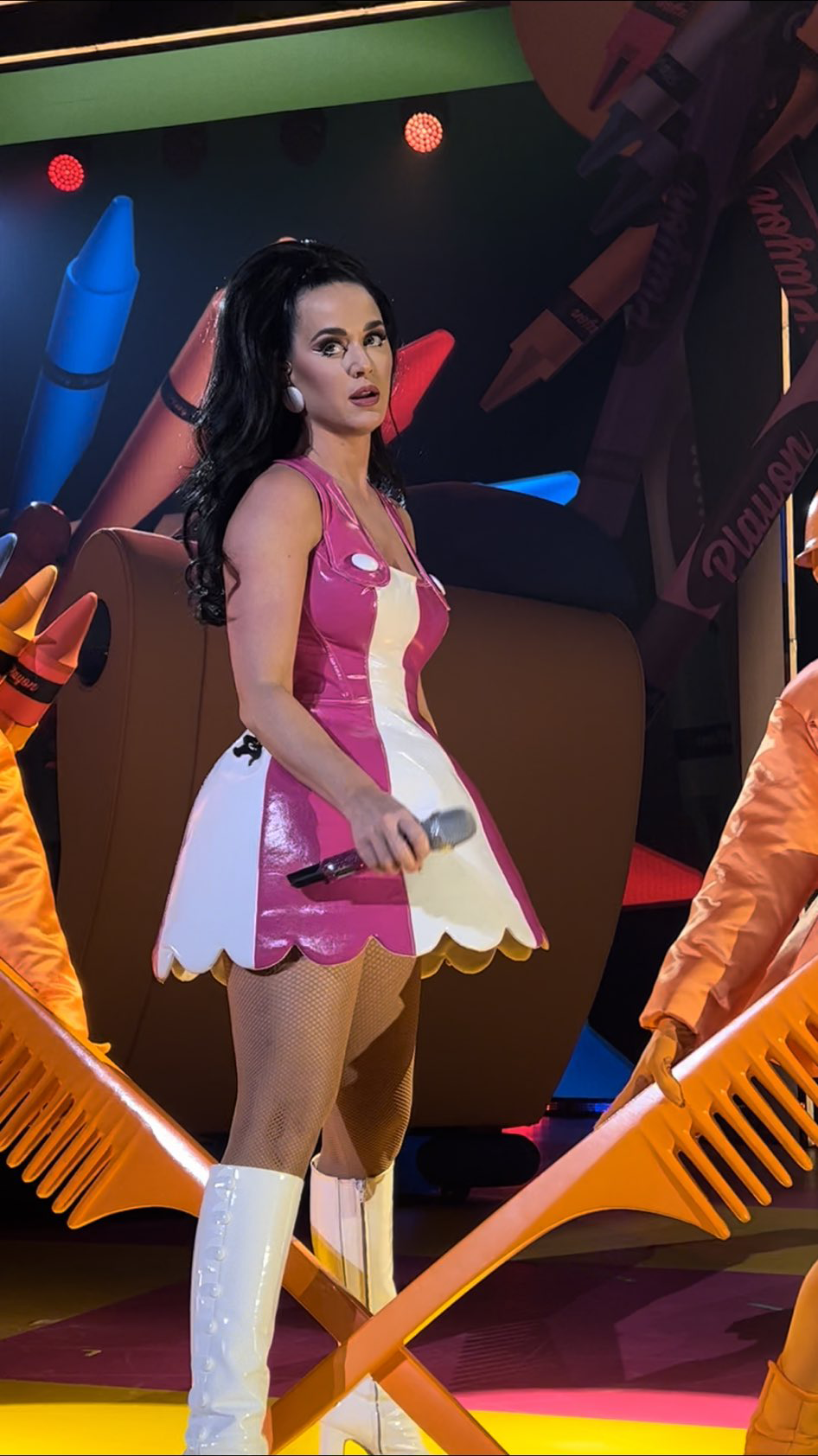
Perry interpretando «Not the End of the World» el 31 de diciembre de 2021.

Perry reveló la lista de canciones el 28 de diciembre, un día antes de que el primer espectáculo comenzase.
Act 1: Henry the Horror
1. " E.T."
2. "Chained to the Rhythm"
3. "Dark Horse"
4. "Not the End of the World"

Act 2: Flushed
1. "California Gurls"
2. "Hot n Cold"
3. "Last Friday Night (T.G.I.F.)"
4. "Waking Up in Vegas"

Act 3: Eat Me
1. "Bon Appétit"
2. "Daisies"
3. "I Kissed a Girl"

Act 4: Trashun
1. "Lost"
2. "Part of Me"
3. "Wide Awake"
4. "Never Really Over"
5. "Swish Swish"
6. "When I'm Gone"
7. "Walking on Air"

Act 5: Perry Playland
1. "Teenage Dream"
2. "Smile"
3. "Roar"

Encore
1. "The Greatest Love of All"
2. "Firework"

## Fechas
| Fecha                   | Asistencia                | Ventas      |            |
| Etapa 1                 | Etapa 1                   | Etapa 1     |            |
| ----------------------- | ------------------------- | ----------- | ---------- |
| 29 de diciembre de 2021 | 31.933 / 33.009 (96,7%)   | $6,980,296  | $6,980,296 |
| 31 de diciembre de 2021 | 31.933 / 33.009 (96,7%)   | $6,980,296  | $6,980,296 |
| 1 de enero de 2022      | 31.933 / 33.009 (96,7%)   | $6,980,296  | $6,980,296 |
| 7 de enero de 2022      | 31.933 / 33.009 (96,7%)   | $6,980,296  | $6,980,296 |
| 8 de enero de 2022      | 31.933 / 33.009 (96,7%)   | $6,980,296  | $6,980,296 |
| 12 de enero de 2022     | 31.933 / 33.009 (96,7%)   | $6,980,296  | $6,980,296 |
| 14 de enero de 2022     | 31.933 / 33.009 (96,7%)   | $6,980,296  | $6,980,296 |
| 15 de enero de 2022     | 31.933 / 33.009 (96,7%)   | $6,980,296  | $6,980,296 |
| Etapa 2                 |                           |             |            |
| 2 de marzo de 2022      | 29.615 / 32.650 (90,7%)   | $5,378,828  | $5,378,828 |
| 4 de marzo de 2022      | 29.615 / 32.650 (90,7%)   | $5,378,828  | $5,378,828 |
| 5 de marzo de 2022      | 29.615 / 32.650 (90,7%)   | $5,378,828  | $5,378,828 |
| 11 de marzo de 2022     | 29.615 / 32.650 (90,7%)   | $5,378,828  | $5,378,828 |
| 12 de marzo de 2022     | 29.615 / 32.650 (90,7%)   | $5,378,828  | $5,378,828 |
| 16 de marzo de 2022     | 29.615 / 32.650 (90,7%)   | $5,378,828  | $5,378,828 |
| 18 de marzo de 2022     | 29.615 / 32.650 (90,7%)   | $5,378,828  | $5,378,828 |
| 19 de marzo de 2022     | 29.615 / 32.650 (90,7%)   | $5,378,828  | $5,378,828 |
| Etapa 3                 |                           |             |            |
| 27 de mayo de 2022      | 26.097 / 30.483 (85,6%)   | $4,030,262  | $4,030,262 |
| 28 de mayo de 2022      | 26.097 / 30.483 (85,6%)   | $4,030,262  | $4,030,262 |
| 29 de mayo de 2022      | 26.097 / 30.483 (85,6%)   | $4,030,262  | $4,030,262 |
| 3 de junio de 2022      | 26.097 / 30.483 (85,6%)   | $4,030,262  | $4,030,262 |
| 4 de junio de 2022      | 26.097 / 30.483 (85,6%)   | $4,030,262  | $4,030,262 |
| 8 de junio de 2022      | 26.097 / 30.483 (85,6%)   | $4,030,262  | $4,030,262 |
| 10 de junio de 2022     | 26.097 / 30.483 (85,6%)   | $4,030,262  | $4,030,262 |
| 11 de junio de 2022     | 26.097 / 30.483 (85,6%)   | $4,030,262  | $4,030,262 |
| Etapa 4                 |                           |             |            |
| 29 de julio de 2022     | 30.398 / 34.027 (89,3%)   | $4,385,183  | $4,385,183 |
| 30 de julio de 2022     | 30.398 / 34.027 (89,3%)   | $4,385,183  | $4,385,183 |
| 3 de agosto de 2022     | 30.398 / 34.027 (89,3%)   | $4,385,183  | $4,385,183 |
| 5 de agosto de 2022     | 30.398 / 34.027 (89,3%)   | $4,385,183  | $4,385,183 |
| 6 de agosto de 2022     | 30.398 / 34.027 (89,3%)   | $4,385,183  | $4,385,183 |
| 10 de agosto de 2022    | 30.398 / 34.027 (89,3%)   | $4,385,183  | $4,385,183 |
| 12 de agosto de 2022    | 30.398 / 34.027 (89,3%)   | $4,385,183  | $4,385,183 |
| 13 de agosto de 2022    | 30.398 / 34.027 (89,3%)   | $4,385,183  | $4,385,183 |
| Etapa 5                 |                           |             |            |
| 5 de octubre de 2022    | 28.596 / 33.385 (85,6%)   | $4,003,754  | $4,003,754 |
| 7 de octubre de 2022    | 28.596 / 33.385 (85,6%)   | $4,003,754  | $4,003,754 |
| 8 de octubre de 2022    | 28.596 / 33.385 (85,6%)   | $4,003,754  | $4,003,754 |
| 14 de octubre de 2022   | 28.596 / 33.385 (85,6%)   | $4,003,754  | $4,003,754 |
| 15 de octubre de 2022   | 28.596 / 33.385 (85,6%)   | $4,003,754  | $4,003,754 |
| 19 de octubre de 2022   | 28.596 / 33.385 (85,6%)   | $4,003,754  | $4,003,754 |
| 21 de octubre de 2022   | 28.596 / 33.385 (85,6%)   | $4,003,754  | $4,003,754 |
| 22 de octubre de 2022   | 28.596 / 33.385 (85,6%)   | $4,003,754  | $4,003,754 |
| Etapa 6                 |                           |             |            |
| 15 de febrero de 2023   | 32.257 / 34.516 (93,4%)   | $4,333,024  | $4,333,024 |
| 17 de febrero de 2023   | 32.257 / 34.516 (93,4%)   | $4,333,024  | $4,333,024 |
| 18 de febrero de 2023   | 32.257 / 34.516 (93,4%)   | $4,333,024  | $4,333,024 |
| 22 de febrero de 2023   | 32.257 / 34.516 (93,4%)   | $4,333,024  | $4,333,024 |
| 24 de febrero de 2023   | 32.257 / 34.516 (93,4%)   | $4,333,024  | $4,333,024 |
| 25 de febrero de 2023   | 32.257 / 34.516 (93,4%)   | $4,333,024  | $4,333,024 |
| 3 de marzo de 2023      | 32.257 / 34.516 (93,4%)   | $4,333,024  | $4,333,024 |
| 4 de marzo de 2023      | 32.257 / 34.516 (93,4%)   | $4,333,024  | $4,333,024 |
| Etapa 7                 |                           |             |            |
| 5 de abril de 2023      | 25.914 / 26.854 (96,5%)   | $3,527,869  | $3,527,869 |
| 7 de abril de 2023      | 25.914 / 26.854 (96,5%)   | $3,527,869  | $3,527,869 |
| 8 de abril de 2023      | 25.914 / 26.854 (96,5%)   | $3,527,869  | $3,527,869 |
| 12 de abril de 2023     | 25.914 / 26.854 (96,5%)   | $3,527,869  | $3,527,869 |
| 14 de abril de 2023     | 25.914 / 26.854 (96,5%)   | $3,527,869  | $3,527,869 |
| 15 de abril de 2023     | 25.914 / 26.854 (96,5%)   | $3,527,869  | $3,527,869 |
| Etapa 8                 |                           |             |            |
| 12 de mayo de 2023      | 26.981 / 32.509 (83,0%)   | $3,477,609  | $3,477,609 |
| 13 de mayo de 2023      | 26.981 / 32.509 (83,0%)   | $3,477,609  | $3,477,609 |
| 17 de mayo de 2023      | 26.981 / 32.509 (83,0%)   | $3,477,609  | $3,477,609 |
| 19 de mayo de 2023      | 26.981 / 32.509 (83,0%)   | $3,477,609  | $3,477,609 |
| 20 de mayo de 2023      | 26.981 / 32.509 (83,0%)   | $3,477,609  | $3,477,609 |
| 24 de mayo de 2023      | 26.981 / 32.509 (83,0%)   | $3,477,609  | $3,477,609 |
| 27 de mayo de 2023      | 26.981 / 32.509 (83,0%)   | $3,477,609  | $3,477,609 |
| 28 de mayo de 2023      | 26.981 / 32.509 (83,0%)   | $3,477,609  | $3,477,609 |
| Etapa 9                 |                           |             |            |
| 28 de julio de 2023     | 34.570 / 35.537 (97,3%)   | $4,414,537  | $4,414,537 |
| 29 de julio de 2023     | 34.570 / 35.537 (97,3%)   | $4,414,537  | $4,414,537 |
| 2 de agosto de 2023     | 34.570 / 35.537 (97,3%)   | $4,414,537  | $4,414,537 |
| 4 de agosto de 2023     | 34.570 / 35.537 (97,3%)   | $4,414,537  | $4,414,537 |
| 5 de agosto de 2023     | 34.570 / 35.537 (97,3%)   | $4,414,537  | $4,414,537 |
| 9 de agosto de 2023     | 34.570 / 35.537 (97,3%)   | $4,414,537  | $4,414,537 |
| 11 de agosto de 2023    | 34.570 / 35.537 (97,3%)   | $4,414,537  | $4,414,537 |
| 12 de agosto de 2023    | 34.570 / 35.537 (97,3%)   | $4,414,537  | $4,414,537 |
| Etapa 10                |                           |             |            |
| 4 de octubre de 2023    | 42.655 / 44.182 (96,5%)   | $5,939,034  | $5,939,034 |
| 6 de octubre de 2023    | 42.655 / 44.182 (96,5%)   | $5,939,034  | $5,939,034 |
| 7 de octubre de 2023    | 42.655 / 44.182 (96,5%)   | $5,939,034  | $5,939,034 |
| 11 de octubre de 2023   | 42.655 / 44.182 (96,5%)   | $5,939,034  | $5,939,034 |
| 13 de octubre de 2023   | 42.655 / 44.182 (96,5%)   | $5,939,034  | $5,939,034 |
| 14 de octubre de 2023   | 42.655 / 44.182 (96,5%)   | $5,939,034  | $5,939,034 |
| 31 de octubre de 2023   | 42.655 / 44.182 (96,5%)   | $5,939,034  | $5,939,034 |
| 1 de noviembre de 2023  | 42.655 / 44.182 (96,5%)   | $5,939,034  | $5,939,034 |
| 3 de noviembre de 2023  | 42.655 / 44.182 (96,5%)   | $5,939,034  | $5,939,034 |
| 4 de noviembre de 2023  | 42.655 / 44.182 (96,5%)   | $5,939,034  | $5,939,034 |
| Total                   | 309.016 / 337.152 (91,7%) | $46,470,396 |            |